# Богатић
Богатић је насељено место у Србији и седиште истоимене општине у Мачванском управном округу. Удаљен је 98  западно од Београда. Према попису из 2022. било је 5.569 становника. Становници Богатића називају се Богатинци.

## Историја
Околина Богатића била је насељена још пре почетка наше ере. За време римске владавине у овој области развила су се многа насеља, а изгледа, и на подручју где се налази данашњи Богатић, јер су овде пронађени фрагменти римских цигала и црепова.
Богатић се први пут помиње за време аустријске окупације Србије 1718–1739. године са 44 породице. Када су Аустријанци 1718. године основали у овој области шабачки дистрикт, који је бројао 75 насељених места, Богатић је међу њима био највеће место. За време Првог српског устанка Богатић је био средиште Мачве. Године 1818. имао је 201 кућу. За време кнеза Милоша почела су да се уређују села у Мачви. Тада је и Богатић добио тип градског мачванског друмског насеља.
Становништво Богатића претрпело је велике губитке у Балканским ратовима 1912–1913. а нарочито за време Првог светског рата 1914–1918. године. При упаду у Мачву 1914. године аустро-угарски војници вршили су велика зверства у Богатићу и околини.
Указом Краља од 29. фебруара 1924. године насеље је добило статус варошице. Мештанка Лепосава Малетић је јуна 1937. родила четворке, али све четири девојчице су умрле у року од десетак дана
У току народне револуције Богатић с околином био је поприште жестоких борби. Град је неколико пута ослобађан у 1941. години. Средином јула 1941. године на Бубањи, у непосредној близини Богатића, формиран је Мачвански народноослободилачки одред који је 7. августа исте године напао и заузео Богатић. Тог дана био је у Богатићу пазарни дан. Поред сељака и великог броја сељачких кола ушла су у град и троја партизанска сељачка кола натоварена оружјем и муницијом. У исто време су и борци одреда пошли за Богатић, помешани с народом. Кад су стигли на одређено место, борци су се одмах нашли код кола, збацили кукурузовину, испод које је било оружје, и зачас су сви борци одреда били под оружјем. Изненадна појава наоружаних људи усред Богатића запрепастила је жандарме који су се без отпора предали. Богатић је ослобођен, а из затвора су пуштени сви политички затвореници. Одмах је у центру града одржан збор на коме је говорио командант одреда. После збора у одред је добровољно ступило неколико десетина бораца. Ослобођење Богатића представљало је велики политички успех о коме се одмах разнео глас по целој Мачви и Србији. Град с околином постао је центар ослобођене територије с које је успешно дејствовао Мачвански партизански одред. У центру града подигнут је споменик Мики Митровићу и палим борцима у народноослободилачком рату.
У Богатићу се од 1966. године одржава традиционална манифестација „Хајдучке вечери“. У Богатићу постоје културни објекти Црква Рођења Богородице у Богатићу из 1856. године, Зграда старог окружног начелства у Богатићу.

## Демографија
У насељу Богатић живи 5910 пунолетних становника, а просечна старост становништва износи 40 година (38,6 код мушкараца и 41,4 код жена). У граду има 2289 домаћинстава, а просечан број чланова по домаћинству је 2,83.
Према попису из 2002. Богатић је имао 7350 становника. Према попису из исте године општина Богатић је имала 32990 становника.
Ово насеље је великим делом насељен Србима (према попису из 2002. године), а у последња три пописа, примећен је пад у броју становника.

## Природни услови
Богатић смештен је у западом делу Републике Србије. Од најближег већег града, Шапца, град је удаљен 24,5 км северно, а од главног града Београда 98 км западно.
Богатић заузима северозападни део плодне и богате мачванске равнице, која је обгрљена двема рекама: са запада Дрином, а са севера реком Савом. Клима у Богатићу је умереноконтинентална.
Богатић обилује великим количинама подземне воде па је скоро искључиви вид водоснадбевања становништва Мачве из подземних извора. Хидрографска мрежа гравитира према реци Сави и има изглед лепезе са чвором код Шапца

## Познати из Богатића
- Јанко Веселиновић - књижевник
- Панта Михајловић - српски инжењер и пионир на пољу телекомуникација
- Александра Радовић - певачица
- Мирјана Алексић - позната певачица фолк музике
- Миленко Заблаћански - глумац
- Василије Ракић Вајк - музичар
- Милић од Мачве - академски сликар
- Драган Мартиновић - академски сликар
- Милош С. Милојевић - историчар, политичар и књижевник

|             | \| Демографија[4] \| Демографија[4] \| Демографија[4] \| \| Година \| Становника \| Становника \| \| -------------- \| -------------- \| -------------- \| \| 1948. \| 5.662 \| \| \| 1953. \| 6.287 \| \| \| 1961. \| 6.413 \| \| \| 1971. \| 6.834 \| \| \| 1981. \| 7.225 \| \| \| 1991. \| 7.346 \| 7.246 \| \| 2002. \| 7.350 \| 7.750 \| \| 2011. \| 6.488 \| \| |            |
| Демографија | |            |
| Година      | Становника | Становника |
| 1948.       | 5.662 |            |
| 1953.       | 6.287 |            |
| 1961.       | 6.413 |            |
| 1971.       | 6.834 |            |
| 1981.       | 7.225 |            |
| 1991.       | 7.346 | 7.246      |
| 2002.       | 7.350 | 7.750      |
| 2011.       | 6.488 |            |

| Етнички састав према попису из 2002.‍ | Етнички састав према попису из 2002.‍ | Етнички састав према попису из 2002.‍ | Етнички састав према попису из 2002.‍ | Етнички састав према попису из 2002.‍ |
| ------------------------------------ | ------------------------------------ | ------------------------------------ | ------------------------------------ | ------------------------------------ |
|                                      |                                      |                                      |                                      |                                      |
| Срби                                 | Срби                                 |                                      | 6.890                                | 93,74%                               |
| Роми                                 | Роми                                 |                                      | 277                                  | 3,76%                                |
| Црногорци                            | Црногорци                            |                                      | 14                                   | 0,19%                                |
| Југословени                          | Југословени                          |                                      | 14                                   | 0,19%                                |
| Хрвати                               | Хрвати                               |                                      | 13                                   | 0,17%                                |
| Украјинци                            | Украјинци                            |                                      | 3                                    | 0,04%                                |
| Македонци                            | Македонци                            |                                      | 3                                    | 0,04%                                |
| Русини                               | Русини                               |                                      | 2                                    | 0,02%                                |
| Муслимани                            | Муслимани                            |                                      | 1                                    | 0,01%                                |
| Мађари                               | Мађари                               |                                      | 1                                    | 0,01%                                |
| Бугари                               | Бугари                               |                                      | 1                                    | 0,01%                                |
| непознато                            | непознато                            |                                      | 80                                   | 1,08%                                |

| \| \| м \| \| \| ж \| \| ? \| 40 \| \| \| 61 \| \| 80+ \| 49 \| \| \| 79 \| \| 75—79 \| 85 \| \| \| 149 \| \| 70—74 \| 185 \| \| \| 220 \| \| 65—69 \| 206 \| \| \| 256 \| \| 60—64 \| 224 \| \| \| 220 \| \| 55—59 \| 183 \| \| \| 178 \| \| 50—54 \| 246 \| \| \| 257 \| \| 45—49 \| 283 \| \| \| 319 \| \| 40—44 \| 246 \| \| \| 277 \| \| 35—39 \| 223 \| \| \| 225 \| \| 30—34 \| 216 \| \| \| 242 \| \| 25—29 \| 288 \| \| \| 236 \| \| 20—24 \| 257 \| \| \| 251 \| \| 15—19 \| 259 \| \| \| 248 \| \| 10—14 \| 232 \| \| \| 202 \| \| 5—9 \| 191 \| \| \| 167 \| \| 0—4 \| 194 \| \| \| 156 \| \| Просек : \| 38,6 \| \| \| 41,4 \| |      |  |  |      |
| |      |  |  |      |
| | м    |  |  | ж    |
| ? | 40   |  |  | 61   |
| 80+ | 49   |  |  | 79   |
| 75—79 | 85   |  |  | 149  |
| 70—74 | 185  |  |  | 220  |
| 65—69 | 206  |  |  | 256  |
| 60—64 | 224  |  |  | 220  |
| 55—59 | 183  |  |  | 178  |
| 50—54 | 246  |  |  | 257  |
| 45—49 | 283  |  |  | 319  |
| 40—44 | 246  |  |  | 277  |
| 35—39 | 223  |  |  | 225  |
| 30—34 | 216  |  |  | 242  |
| 25—29 | 288  |  |  | 236  |
| 20—24 | 257  |  |  | 251  |
| 15—19 | 259  |  |  | 248  |
| 10—14 | 232  |  |  | 202  |
| 5—9 | 191  |  |  | 167  |
| 0—4 | 194  |  |  | 156  |
| Просек : | 38,6 |  |  | 41,4 |

| Година пописа     | 1948. | 1953. | 1961. | 1971. | 1981. | 1991. | 2002. |
| ----------------- | ----- | ----- | ----- | ----- | ----- | ----- | ----- |
| Број домаћинстава | 1.309 | 1.541 | 1.669 | 1.884 | 2.087 | 2.180 | 2.289 |

| Број чланова      | 1   | 2   | 3   | 4   | 5   | 6   | 7  | 8  | 9 | 10 и више | Просек |
| ----------------- | --- | --- | --- | --- | --- | --- | -- | -- | - | --------- | ------ |
| Број домаћинстава | 405 | 508 | 420 | 466 | 249 | 165 | 51 | 16 | 6 | 3         | 3,21   |

| Пол    | Укупно | Неожењен/Неудата | Ожењен/Удата | Удовац/Удовица | Разведен/Разведена | Непознато |
| ------ | ------ | ---------------- | ------------ | -------------- | ------------------ | --------- |
| Мушки  | 2.990  | 918              | 1.825        | 133            | 95                 | 19        |
| Женски | 3.218  | 677              | 1.839        | 542            | 144                | 16        |
| УКУПНО | 6.208  | 1.595            | 3.664        | 675            | 239                | 35        |

| Пол    | Укупно                    | Пољопривреда, лов и шумарство | Рибарство                            | Вађење руде и камена | Прерађивачка индустрија       |
| ------ | ------------------------- | ----------------------------- | ------------------------------------ | -------------------- | ----------------------------- |
| Мушки  | 1.581                     | 622                           | 0                                    | 7                    | 237                           |
| Женски | 957                       | 345                           | 0                                    | 5                    | 63                            |
| Укупно | 2.538                     | 967                           | 0                                    | 12                   | 300                           |
|        |                           |                               |                                      |                      |                               |
| Пол    | Производња и снабдевање   | Грађевинарство                | Трговина                             | Хотели и ресторани   | Саобраћај, складиштење и везе |
| Мушки  | 39                        | 126                           | 168                                  | 27                   | 64                            |
| Женски | 7                         | 4                             | 149                                  | 24                   | 39                            |
| Укупно | 46                        | 130                           | 317                                  | 51                   | 103                           |
|        |                           |                               |                                      |                      |                               |
| Пол    | Финансијско посредовање   | Некретнине                    | Државна управа и одбрана             | Образовање           | Здравствени и социјални рад   |
| Мушки  | 8                         | 30                            | 83                                   | 44                   | 50                            |
| Женски | 19                        | 11                            | 64                                   | 75                   | 112                           |
| Укупно | 27                        | 41                            | 147                                  | 119                  | 162                           |
|        |                           |                               |                                      |                      |                               |
| Пол    | Остале услужне активности | Приватна домаћинства          | Екстериторијалне организације и тела | Непознато            | Непознато                     |
| Мушки  | 26                        | 0                             | 0                                    | 50                   | 50                            |
| Женски | 21                        | 0                             | 0                                    | 19                   | 19                            |
| Укупно | 47                        | 0                             | 0                                    | 69                   | 69                            |

## Галерија
- Центар Богатића
- Дом здравља у Богатићу
- Зграда општине Богатић
- СПЦ у Богатићу
- Споменик
- Споменик
- Споменик
- Улица Војводе Степе
- Основна школа „Мика Митровић”
- Зграда предшколске установе
- Споменик на путу Богатић-Шабац
- Споменик Мики Митровићу